# 8419-es mellékút (Magyarország)
A 8419-es számú mellékút egy közel 20 kilométer hosszú, négy számjegyű országos közút Győr-Moson-Sopron vármegye területén, Tét városát és a nyugati szomszédságában fekvő kisebb településeket köti össze a 86-os főúttal. Érdekessége, hogy alig több mint egy kilométeres távon belül két folyót is keresztez, habár a két folyó csak mintegy 18-20 (légvonalban is több mint 16) kilométerrel arrébb találkozik egymással.

## Nyomvonala
Tét belterületének nyugati részén ágazik ki a 8417-es útból, annak az 1+550-es kilométerszelvénye táján, nyugat felé. Rövidke belterületi szakasza az Arany János utca nevet viseli, de alig több mint 300 méter után már külterületen halad. 2,5 kilométer után lép át Mórichida területére, a községet 5,5 kilométer után éri el, ahol első szakaszának Téti út a neve. A központban, 6,2 kilométer után beletorkollik északkelet felől a 8421-es út, onnantól a neve Új utca. A 7. kilométere közelében éri el a belterület nyugati szélélt, majd ott szinte egyből áthalad a Marcal fölött, a 8+150-es kilométerszelvényénél pedig a Rába fölött is.
Ez utóbbi folyó túlpartján már Árpás területén folytatódik, s az árvízvédelmi töltés vonalát elhagyva szinte azonnal belterületek közé érkezik, ahol a Kossuth utca nevet veszi fel. A 9. kilométere táján szeli át a község központját, a folytatásban már az Egyedi utca nevet viseli. 9,6 kilométer után hagyja el a falut, de még árpási külterületek között halad a 10+450-es kilométerszelvénye táján is, ahol beletorkollik észak felől, Csorna térségétől idáig húzódva a 8422-es út.
11,8 kilométer után keresztezi az út Egyed határszélét, a község lakott területét majdnem pontosan egy kilométerrel arrébb éri el, az Árpási út nevet felvéve. A központban, 13,6 kilométer után kiágazik belőle dél felé a 8424-es út Sobor-Rábaszentandrás-Szany felé, a belterület nyugati széle után pedig, nagyjából 14,3 kilométer megtételét követően, északkeleti irányban, Rábapordány felé a 84 131-es számú mellékút.
A 15. kilométerétől Rábacsanak területén húzódik, ott keresztezi nem sokkal arrébb a Pápa–Csorna-vasútvonal vágányait is, de előtte még kiágazik belőle dél felé a rövidke 84 311-es számú mellékút, Egyed-Rábacsanak vasútállomás kiszolgálására. Kevéssel a 16. kilométere után már lakott részek közé ér, Vasút utca néven, majd a kelet-nyugati irányban hosszan elnyúló község belterületének túlnyomó részén a Hunyadi utca nevet viseli. 18,5 kilométer után éri el a falu legnyugatibb házait, néhány száz méterrel arrébb pedig Szilsárkány keleti határszélét. Utolsó szakaszán a két település határvonalán húzódik, úgy is ér véget, beletorkollva a 8408-as útba, annak a 24+550-es kilométerszelvénye közelében. Alig száz méterrel arrébb a 8408-as is véget ér, becsatlakozva a 86-os főútba.
Teljes hossza, az országos közutak térképes nyilvántartását szolgáló kira.gov.hu adatbázisa szerint 19,285 kilométer.

## Települések az út mentén
- Tét
- Mórichida
- Árpás
- Egyed
- Rábacsanak
- (Szilsárkány)

## Képgaléria

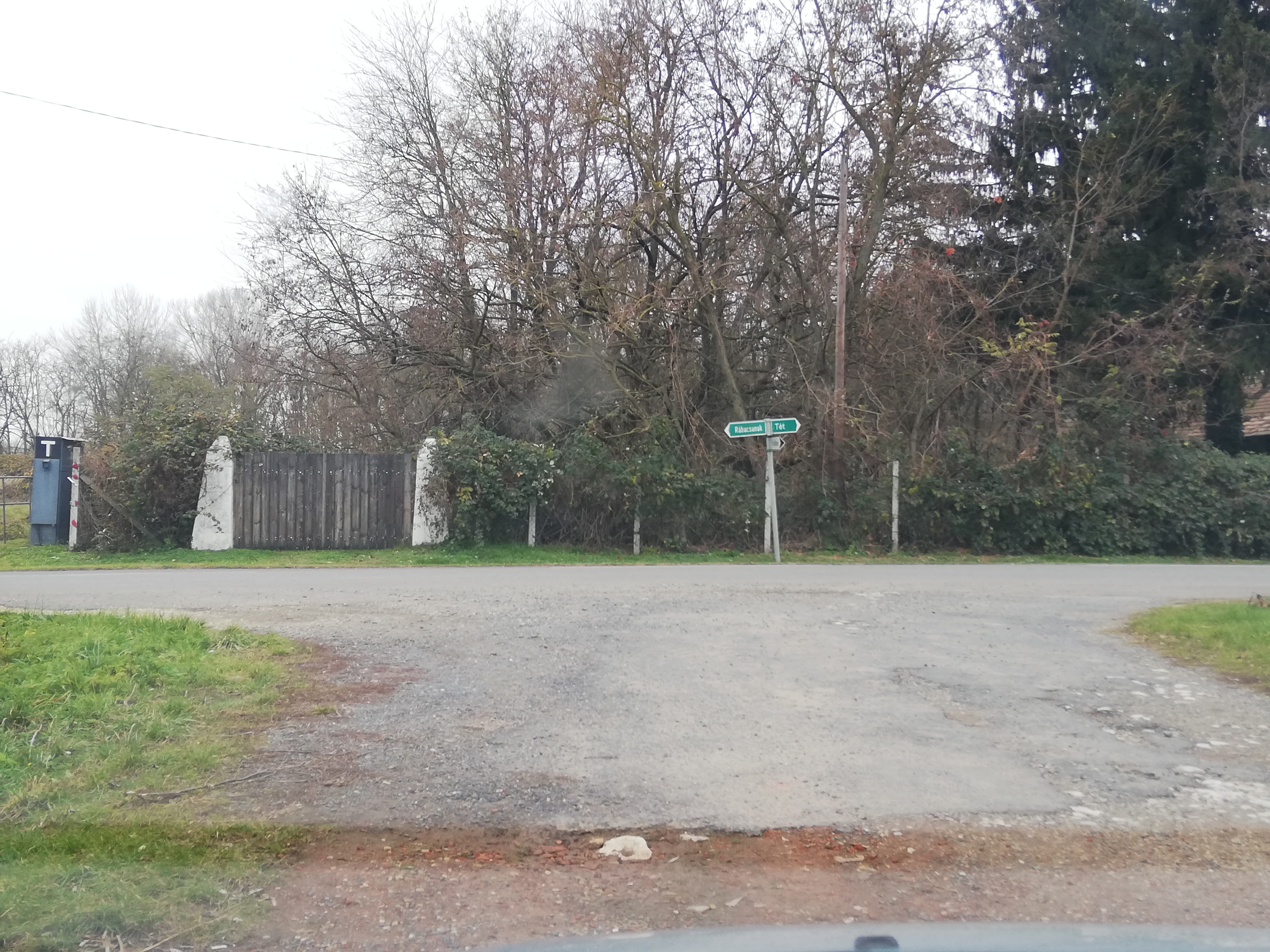
Az út Egyed-Rábacsanak vasútállomás bekötőútja felől nézve
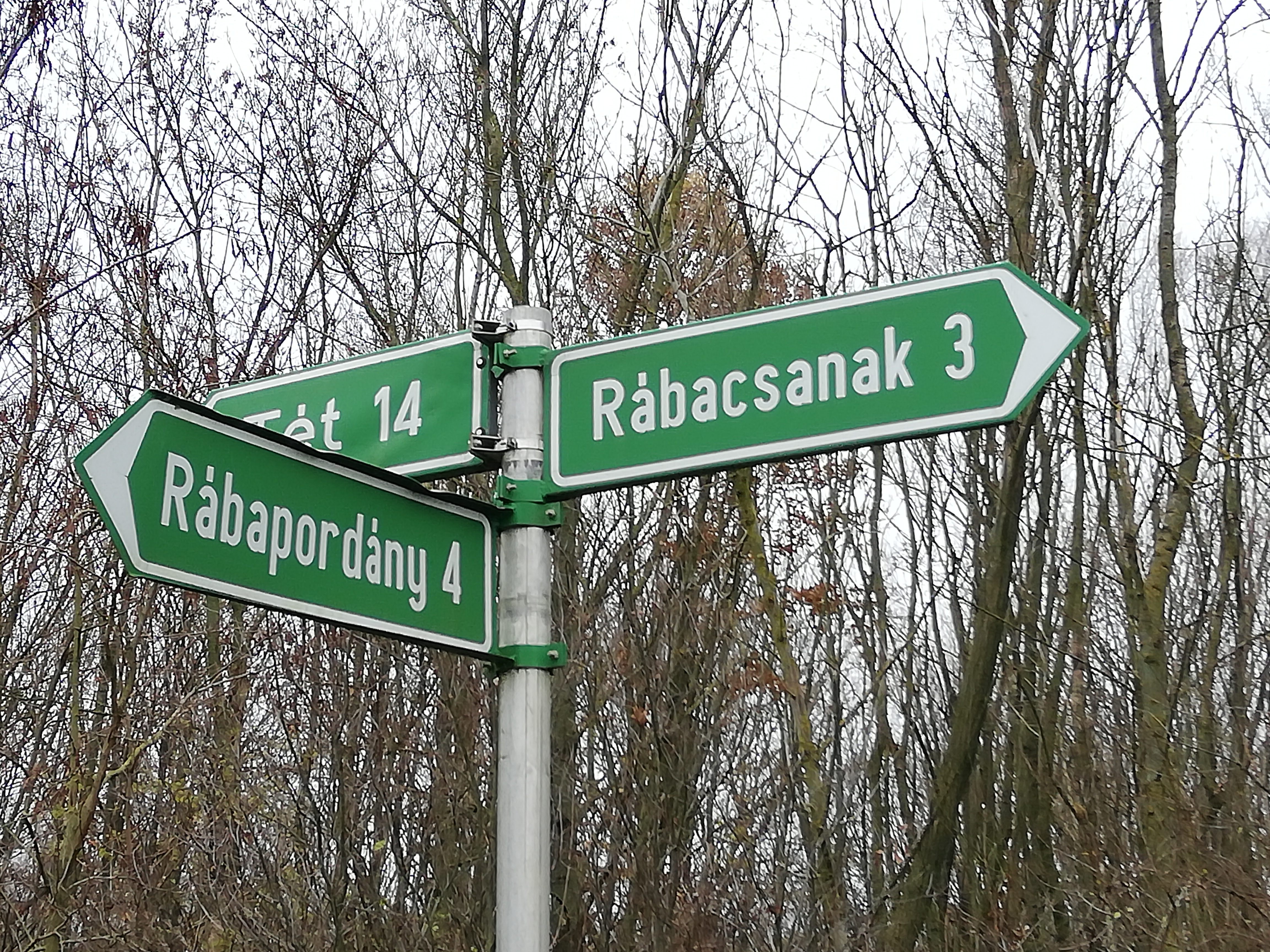
Útirányjelző táblák az út rábapordányi elágazásánál
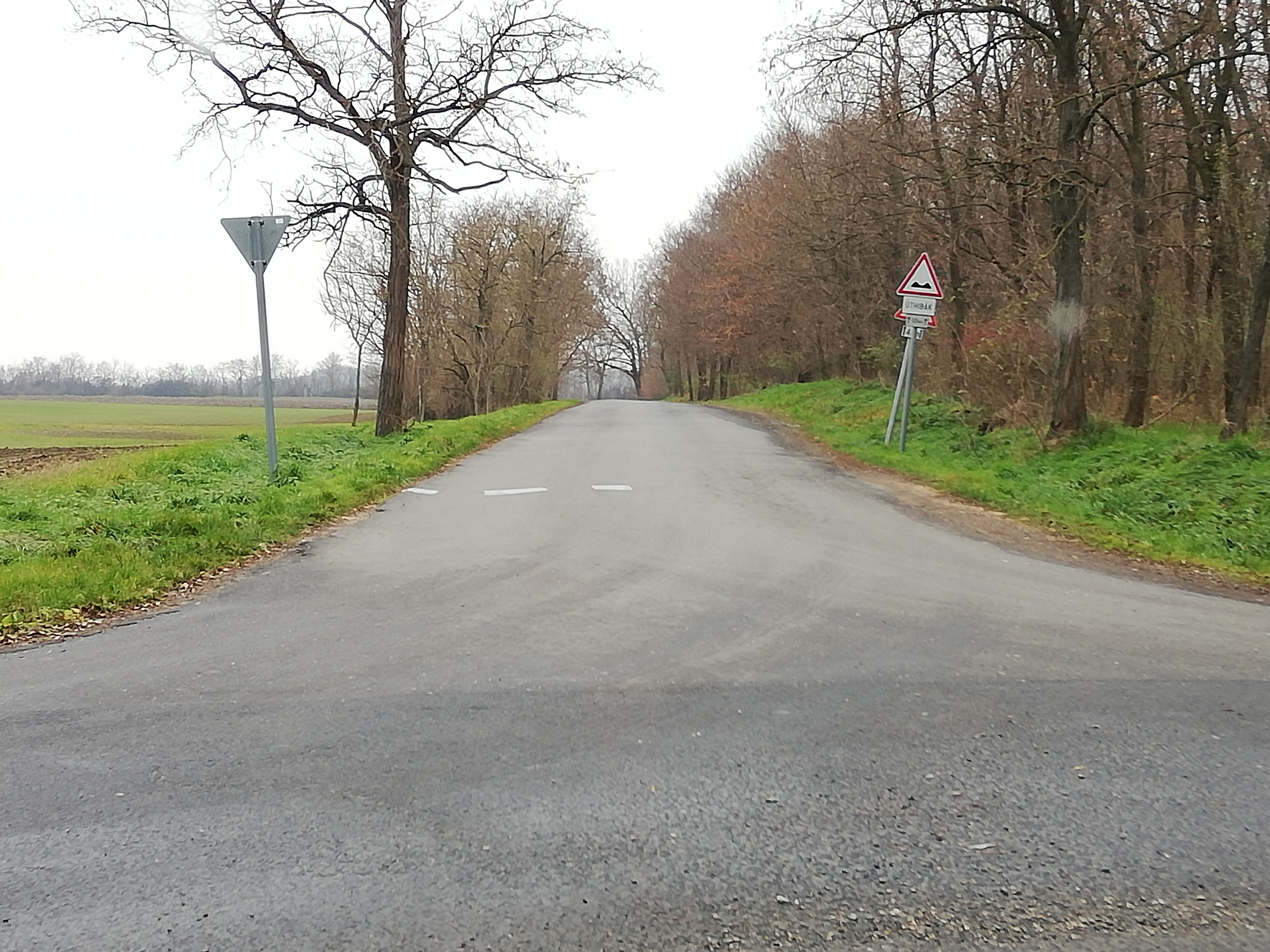
A rábapordányi elágazás Egyed nyugati határában
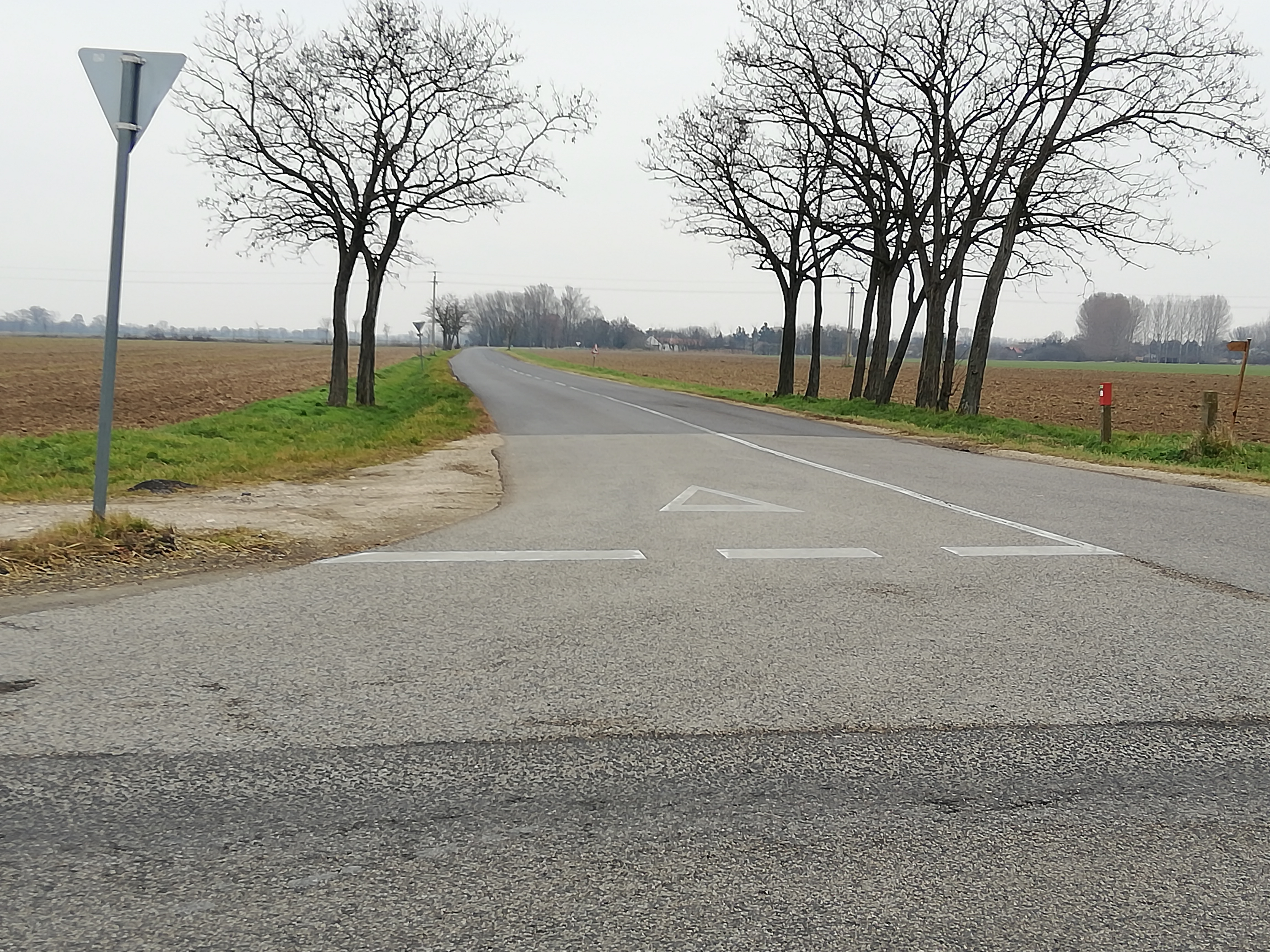
Betorkollása a 8408-as útba Rábacsanak és Szilsárkány határán
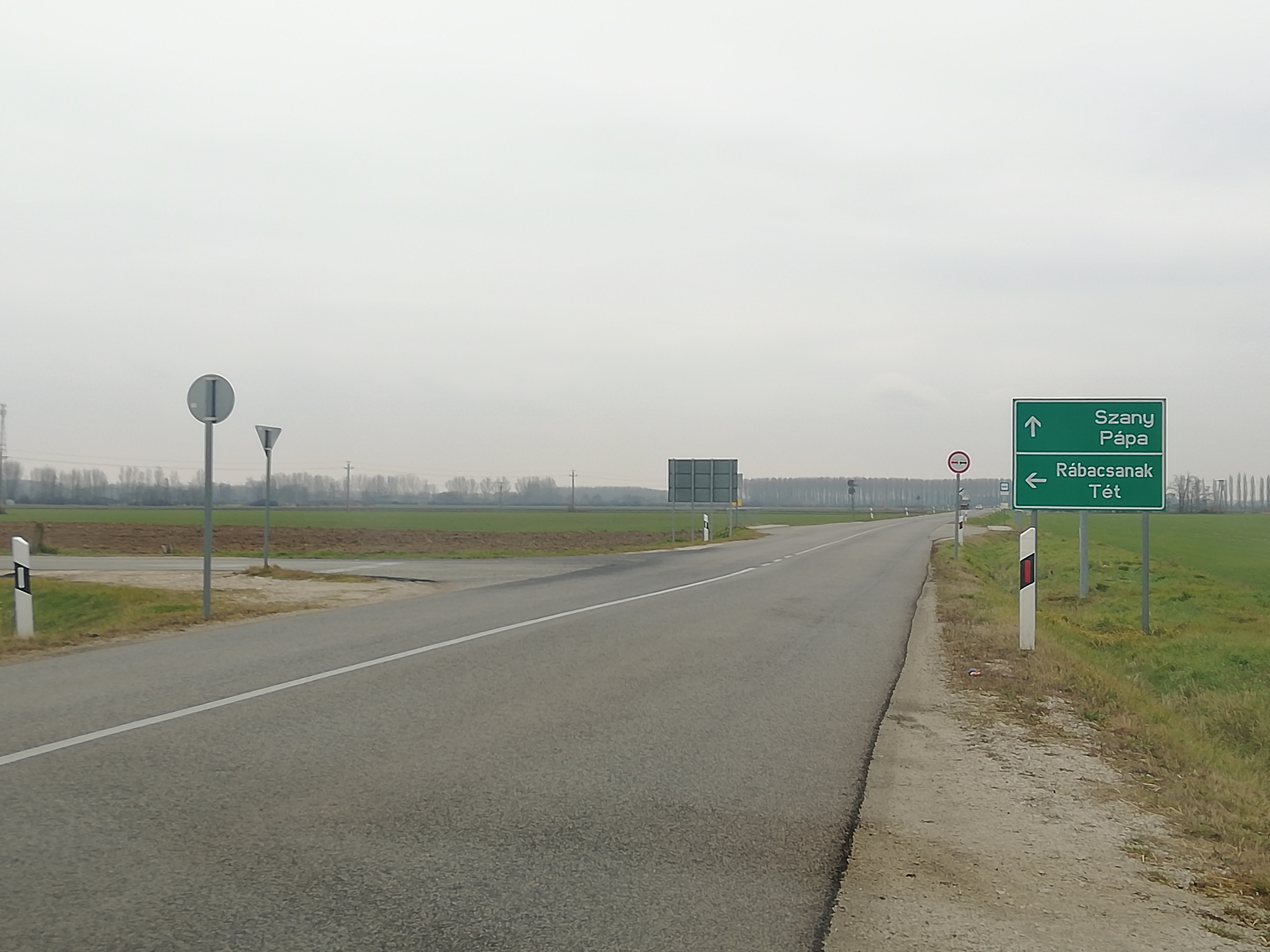
A 8408-as út a 8419-es betorkollásánál